# アボッターバード
アボッターバード（英語: Abbottabad、ウルドゥー語: ایبٹ آباد、新聞などではアボタバード）は、パキスタン北部、カイバル・パクトゥンクワ州に位置する都市。同州アボッターバード県の県都である。市は北緯34度9分21秒 東経73度13分10秒 / 北緯34.15583度 東経73.21944度、首都イスラマバードの北東約50km、州都ペシャーワルの東約150kmに位置する。市の標高は1,260mで、四方を山に囲まれており、ナシアガリやナラン・バレーといった山岳観光地への拠点となっている。人口は27,915人（1998年国勢調査）。
学校が多く集まる街で、特に医学関係と軍関係の学校が多い。特に代表的な学校にはパキスタン軍士官学校（Pakistan Military Academy, PMA）があり、パキスタン軍のエリートはこの街で育つ。軍事施設も多く、退役軍人も各地から移り住んできている。

## 歴史
アボッターバードはイギリス領インド帝国時代、1853年にパンジャーブを併合した後、ハザラ地方の本部として創設された。町の名は創設者であったイギリス陸軍のジェームズ・アボット少佐にちなんでつけられた。やがてアボットはイギリスに帰国することになったが、その際にこの町への愛着と離れがたさを「アボッターバード」という詩で著した。アボットが帰国した後も、アボッターバードは北方部隊第2師団が本部を置く、軍の兵営地、および保養地として重要な地であり続けた。この地の駐屯軍はグルカ兵および辺境の兵からなる4つの大隊と、4つの山岳中隊から成っていた。1901年には、アボッターバードは人口7,764人を数えた。1911年には、人口は11,506人に増えた。
インド・パキスタン分離独立後、第一次印パ戦争の最中の1948年6月、イギリス赤十字はアボッターバードに病院を建て、カシミールの前線から運ばれた何千という数の負傷兵の手当てにあたった。2005年10月8日に起きたカシミール地震の際には、アボッターバードでも古い建築物が数多く倒壊するなどの被害を受けた。アメリカ同時多発テロ事件を起こした国際テロ組織アルカイダの最高指導者であるウサーマ・ビン・ラーディンの隠れ家があり、2011年5月2日にこの地でアメリカ合衆国海軍の特殊部隊、Navy SEALsによって殺害された。

## 気候
アボッターバードの夏は暑く、平均気温は25-26℃、最高気温は30℃を超える。冬は温暖で、平均気温は7-9℃、最低気温でも氷点下に下がることはあまりない。降水はモンスーンの影響を受ける7月・8月に集中しており、この時季には洪水が起こりやすい。晩秋から冬にかけては乾燥している。1月にはわずかに降雪が見られることもある。年平均気温は17℃、年間降水量は1,270mm程度である。ケッペンの気候区分では、アボッターバードは国土のほとんどが乾燥帯に属するパキスタンにあっては珍しく、温暖湿潤気候（Cfa）に属する。
|               | 1月 | 2月 | 3月 | 4月 | 5月 | 6月 | 7月 | 8月 | 9月 | 10月 | 11月 | 12月 | 年    |
| ------------- | --- | --- | --- | --- | --- | --- | --- | --- | --- | ---- | ---- | ---- | ----- |
| 平均気温（℃） | 7   | 9   | 13  | 17  | 22  | 26  | 25  | 24  | 22  | 19   | 14   | 9    | 17    |
| 降水量（mm）  | 73  | 103 | 123 | 104 | 73  | 77  | 247 | 244 | 96  | 51   | 31   | 47   | 1,269 |

## 交通
アボッターバードには、古くはシルクロードとを結ぶ道があり、20世紀に中国とパキスタンが建設したカラコルム・ハイウェイが通っている。現在では、このカラコルム・ハイウェイは、アボッターバードを通る区間ではパキスタン国道35号線となっている。アボッタバードにおける公共交通機関としては、8-13人乗りの乗合ピックアップバンが一般的である。そのほかにタクシーや、近隣の町とアボッターバードとを結ぶ荷馬車、ペシャーワルやイスラマバード、ラホールなどへの長距離バスもある。パキスタン国鉄はアボッターバードには通じておらず、同国鉄最北端の駅であるハバリアンへはアボッターバードの中心部から車で30分を要する。